# Chromatoiulus carniolensis
Chromatoiulus carniolensis är en mångfotingart som först beskrevs av Karl Wilhelm Verhoeff 1897.  Chromatoiulus carniolensis ingår i släktet Chromatoiulus och familjen kejsardubbelfotingar. Inga underarter finns listade i Catalogue of Life.